# 124
Cette page concerne l'année 124  du calendrier julien. Pour l'année 124 av. J.-C., voir 124 av. J.-C. Pour le nombre 124, voir 124 (nombre).
L'année 124 est une année bissextile qui commence un vendredi.

## Événements
- Hiver ou printemps : Hadrien visite la Bithynie ; à Claudiopolis, il rencontre probablement le jeune Antinoüs, qui devient son amant[1].
- Été : Hadrien visite l'Asie en compagnie du rhéteur sophiste Polémon. Il traverse la Mysie par Cyzique, arrive à Smyrne en Ionie, puis visite la Lydie[1].
- 29 août : Hadrien est à Éphèse où il répond à une pétition de Telmessos[1].
- Septembre : Hadrien est à Rhodes d'où il s'embarque vers Athènes à travers les Cyclades[1]. À son arrivée en Grèce, certainement au mois de septembre, il est initié aux anciens rites connus sous le nom de mystères d'Éleusis[2].
- Automne : Hadrien est à Mégare, puis visite le Péloponnèse : Épidaure, Trézène, Argos, où il restaure sans doute les jeux Néméens qu'il préside peut-être le 30 décembre[1].

- En Inde centrale, défaite et mort du satrape scythe Nahapana (en) et de son beau-fils le vice-roi Usavadatta (ou Rishabhadatta) contre le roi Andhra Gautamiputra Satakarni qui détruit provisoirement la dynastie scythe des Ksaharâtas[3]. Cette datation est basée sur une série d'inscriptions de Nahapana datées des années 41 à 46 d'une ère non spécifiée, qui pourrait être l'Ère Saka[4]. Il existe une autre thèse qui place le règne de Nahapana entre 24 et 70 et l'assimile au Manbanus du Périple de la mer Érythrée ; son fils Chastana serait selon elle le fondateur de l'Ère Saka en 78[5].

## Décès en 124
- Nahapana, roi des Scythes.